# Dicteniophorus
Dicteniophorus là một chi bọ cánh cứng trong họ 
Elateridae.
Chi này được miêu tả khoa học năm 1863 bởi Candèze.

## Các loài
Các loài trong chi này gồm:
- Dicteniophorus badiipennis Candèze, 1863
- Dicteniophorus bifoveatus Carter, 1939
- Dicteniophorus elegans Carter, 1939
- Dicteniophorus fusiformis Candèze, 1863
- Dicteniophorus lineatus Schwarz, 1902
- Dicteniophorus melanoderus Candèze, 1863
- Dicteniophorus quadrifoveatus Carter, 1939
- Dicteniophorus ramifer (Eschscholtz, 1829)
- Dicteniophorus robustus Schwarz, 1902
- Dicteniophorus rufolineatus Carter, 1939
- Dicteniophorus vitticollis W.J. Macleay, 1872